# Slověnský mlýn
Slověnský mlýn, někdy též Slověnický mlýn se nachází v obci Slověnice v okrese Benešov ve Středočeském kraji. Bývalý vodní mlýn stojí na levém břehu říčky Chotýšanky zhruba tři kilometry před jejím soutokem s Vlašimskou Blanicí. Součástí mlýna byl i jez, v současnosti rozvalený. 

## Historie
V roce 1906 mlýn zakoupil mlynář Matějka, v roce 1930 byl majitelem Josef Průša. Před rokem 1840 byla součástí mlýna pila.
Mlýn jako technická památka byl v roce 2014 opraven, vlastníkem je Ministerstvo vnitra, které doposud nezveřejnilo účel, kterému mlýn slouží.

## Popis
Mlýn je jednopatrová zděná budova v historizujícím slohu. V roce 1930 k vodnímu kolu vedl náhon se spádem 4,29 m. Vodní kolo mělo pohon na vrchní vodu a mělo výkon 9,08 HP.